# Lijst van onroerend erfgoed in Glabbeek
Een overzicht van het onroerend erfgoed in Glabbeek. Het onroerend erfgoed maakt deel uit van het cultureel erfgoed in België.

## Bouwkundig erfgoed
| Object                            | Erfgoedstatus?   | Bouwjaar of architect | Deelgemeente       | Adres             | Coördinaten                   | Nummer? | Afbeelding                        |
| --------------------------------- | ---------------- | --------------------- | ------------------ | ----------------- | ----------------------------- | ------- | --------------------------------- |
| Parochiekerk Sint-Andreas         | orgel (monument) |                       | Attenrode          | Doelaagstraat 5   | 50° 52' 39" NB, 4° 55' 24" OL | 41842   | Parochiekerk Sint-Andreas         |
| Kapel van het kasteel             |                  |                       | Attenrode          | Torenstraat 62    | 50° 52' 29" NB, 4° 55' 33" OL | 41843   | Kapel van het kasteel             |
| Boerenhuis                        |                  |                       | Attenrode          | Torenstraat 22    | 50° 51' 27" NB, 4° 55' 19" OL | 41846   | Boerenhuis                        |
| Parochiekerk Sint-Quirinus        | Monument         |                       | Bunsbeek           | Bunsbeekdorp      | 50° 50' 36" NB, 4° 56' 42" OL | 41847   | Parochiekerk Sint-Quirinus        |
| Herenwoning, dubbelhuis           |                  |                       | Bunsbeek           | Tiensesteenweg 61 | 50° 50' 37" NB, 4° 56' 51" OL | 41848   | Herenwoning, dubbelhuis           |
| Parochiekerk Sint-Niklaas         | orgel (monument) |                       | Glabbeek-Zuurbemde | Dries             | 50° 52' 23" NB, 4° 56' 56" OL | 41849   | Parochiekerk Sint-Niklaas         |
| Café "Gildenhuis" van 1920        |                  |                       | Glabbeek-Zuurbemde | Dries 38          | 50° 52' 22" NB, 4° 56' 55" OL | 41850   | Café "Gildenhuis" van 1920        |
| Parochiekerk Sint-Catharina       | Monument         |                       | Glabbeek-Zuurbemde | Zuurbemde         | 50° 52' 25" NB, 4° 58' 21" OL | 41851   | Parochiekerk Sint-Catharina       |
| Woning van 1776                   | dorpsgezicht     |                       | Glabbeek-Zuurbemde | Bronstraat 9      | 50° 52' 25" NB, 4° 58' 23" OL | 41852   | Woning van 1776                   |
| Woning van 1744                   | dorpsgezicht     |                       | Glabbeek-Zuurbemde | Zuurbemde 53      | 50° 52' 26" NB, 4° 58' 25" OL | 41853   | Woning van 1744                   |
| Parochiekerk Onze-Lieve-Vrouw     |                  |                       | Kapellen           | Dorpsstraat       | 50° 53' 14" NB, 4° 57' 26" OL | 41855   | Parochiekerk Onze-Lieve-Vrouw     |
| Woning, dubbelhuis                |                  |                       | Kapellen           | Dorpsstraat 42    | 50° 53' 16" NB, 4° 57' 26" OL | 41856   | Woning, dubbelhuis                |
| Dorpswoning                       |                  |                       | Kapellen           | Dorpsstraat 44    | 50° 53' 16" NB, 4° 57' 27" OL | 41857   | Dorpswoning                       |
| Boerenhuis van 1813               |                  |                       | Kapellen           | Dorpsstraat 46    | 50° 53' 16" NB, 4° 57' 29" OL | 41858   | Boerenhuis van 1813               |
| Woning van 1867                   |                  |                       | Bunsbeek           | Bunsbeekdorp 4    | 50° 50' 35" NB, 4° 56' 45" OL | 76351   | Woning van 1867                   |
| Pastorie van 1781                 |                  |                       | Attenrode          | Doelaagstraat 1   | 50° 52' 39" NB, 4° 55' 26" OL | 83757   | Pastorie van 1781                 |
| Pastorie Onze-Lieve-Vrouwparochie |                  |                       | Kapellen           | Dorpsstraat 40    | 50° 53' 13" NB, 4° 57' 24" OL | 83758   | Pastorie Onze-Lieve-Vrouwparochie |
| Orgel in de Sint-Antoniuskerk     | orgel (monument) |                       | Attenrode          | Solveldweg 4      |                               | 200252  | Upload foto                       |
| Eclectisch herenhuis met tuin     | Monument         |                       | Bunsbeek           | Boeslinter 20     |                               | 201110  | Upload foto                       |